# Akamai Technologies
Akamai Technologies, Inc. (NASDAQ: AKAM

) er en amerikansk softwarevirksomhed. De udbyder indholdsleveringsnetværk (CDN), cybersikkerhed, DDoS mitigation og cloudcomputing. Akamai har hovedkvarter i Cambridge, Massachusetts og de har 9.800 ansatte. Virksomheden blev etableret i 1998.